# Bainbridge-Klasse (1901)
Die Bainbridge-Klasse war eine Klasse von dreizehn Zerstörern der United States Navy.

## Allgemeines
Die ursprünglich als Torpedobootzerstörer bezeichneten Einheiten der Klasse waren die ersten Zerstörer der amerikanischen Marine. Der Bau wurde 1898 durch den Kongress genehmigt und zwischen 1899 und 1903 durchgeführt.
Die 13 Zerstörer wurden nach dem Spanisch-Amerikanischen Krieg in Auftrag gegeben und 1920 außer Dienst gestellt. Die USS Chauncey ging als einziges Schiff der Klasse auf See verloren. 1917 kollidierte der Zerstörer mit dem britischen Dampfschiff Rose.
Bis auf die USS Hopkins, die an die Denton Shore Lumber Company verkauft wurde, gingen die Schiffe nach ihrer Außerdienststellung an Joseph G. Hitner, der sie zu Handelsschiffen umbaute oder verschrottete.
Innerhalb der Bainbridge-Klasse gab es größere bauliche Unterschiede, die dazu führten, dass auch von der Hopkins-Klasse (DD-6 und DD-7) sowie von der Lawrence-Klasse (DD-8 und DD-9) gesprochen wird.
- USS Hopkins und USS Hull hatten statt der Kohlenbefeuerung eine Ölfeuerung.
- USS Lawrence und USS Macdonough waren mit zwei zusätzlichen 6-Pfund-Kanonen ausgerüstet und ihre Schornsteine standen enger zusammen.
- USS Paul Johns, USS Perry und USS Preble hatten ein Zwillingstorpedorohr anstatt zwei einzelner Torpedorohre.
- USS Stewart war mit Seabury-Kessel ausgerüstet und der schnellste sowie kleinste Zerstörer der Klasse.

## Liste der Boote
| Name                   | Bauwerft                                         | Kiellegung        | Stapellauf         | Indienststellung   | Außerdienststellung          |
| ---------------------- | ------------------------------------------------ | ----------------- | ------------------ | ------------------ | ---------------------------- |
| USS Bainbridge (DD-1)  | Neafie and Levy Ship and Engine Building Company | 15. August 1899   | 27. August 1901    | 12. Februar 1903   | 15. September 1919           |
| USS Barry (DD-2)       | Neafie and Levy Ship and Engine Building Company | 2. September 1899 | 22. März 1902      | 24. November 1902  | 28. Juni 1919                |
| USS Chauncey (DD-3)    | Neafie and Levy Ship and Engine Building Company | 2. Dezember 1899  | 26. October 1901   | 21. Februar 1903   | 19. November 1917 (gesunken) |
| USS Dale (DD-4)        | William R. Trigg Company                         | 12. Juli 1899     | 24. Juli 1900      | 13. Februar 1903   | 9. Juli 1919                 |
| USS Decatur (DD-5)     | William R. Trigg Company                         | 26. Juli 1899     | 26. September 1900 | 19. Mai 1902       | 20. Juni 1919                |
| USS Hopkins (DD-6)     | Harlan & Hollingsworth Company                   | 2. Februar 1899   | 24. April 1902     | 23. September 1903 | 20. Juni 1919                |
| USS Hull (DD-7)        | Harlan & Hollingsworth Company                   | 22. Februar 1899  | 21. Juni 1902      | 20. Mai 1903       | 7. Juli 1919                 |
| USS Lawrence (DD-8)    | Fore River Ship & Engine Company                 | 10. April 1899    | 7. November 1900   | 7. April 1903      | 20. Juni 1919                |
| USS Macdonough (DD-9)  | Fore River Ship & Engine Company                 | 10. April 1899    | 24. Dezember 1900  | 5. September 1903  | 3. September 1919            |
| USS Paul Jones (DD-10) | Union Iron Works                                 | 20. April 1899    | 14. Juni 1902      | 19. Juli 1902      | 15. September 1919           |
| USS Perry (DD-11)      | Union Iron Works                                 | 19. April 1899    | 27. Oktober 1900   | 4. September 1902  | 2. Juli 1919                 |
| USS Preble (DD-12)     | Union Iron Works                                 | 21. April 1899    | 2. März 1901       | 14. Dezember 1903  | 11. Juli 1919                |
| USS Stewart (DD-13)    | Gas Engine and Power Company                     | 24. Januar 1900   | 10. Mai 1902       | 1. Dezember 1902   | 9. Juli 1919                 |